# Kruševac
Kruševac er en by i det syd-centrale Serbien, med et indbyggertal (pr. 2002) på cirka 75.000. Byen er hovedstad i Rasina-distriktet og blev grundlagt i 1371.